# Попасна (станція)
Попа́сна  — вузлова залізнична станція Лиманської дирекції Донецької залізниці на лінії Дебальцеве-Сортувальна — Сватове. Розташована у місті Попасна Луганської області. 
Від станції відгалужуються лінії у напрямку станцій Микитівка та Ступки.
Відстані від Попасної до великих станцій:
- Микитівка (53 км);
- Дебальцеве (63 км);
- Сватове (108 км);
- Родакове (71 км);
- Ступки (38 км).

## Історія
Станція відкрита 1 грудня 1878 року.

## Пасажирське сполучення
З 2014 року, через військову агресію Росії на сході України здійснювалося лише приміське сполучення до станцій Сіверськ та Сватове.
З 10 липня 2020 року «Укрзалізниця» подовжила маршрут поїзда категорії нічний експрес № 20/19 сполученням Київ — Лисичанськ до станції Попасна.
18 грудня 2021 року на залізничному вокзалі міста Попасна відбувся запуск «Слобожанського експресу» за маршрутом Попасна — Харків. На маршруті курсує дизель-поїзд ДПКр-3 виробництва  Крюківського вагонобудівного заводу. Поїзд має максимальну швидкість 140 км / год та  поєднує швидким сполученням такі міста, як Попасна, Лисичанськ, Рубіжне, Кремінна, Сватове та Харків.
Через військову агресію Росії на сході України транспортне сполучення припинене.
| Рух поїздів по станції Попасна  |                     |                            |                  |
| №                               | Маршрут сполучення  | Формування залізниці       | Дата призначення |
| Далеке сполучення               |                     |                            |                  |
| 019/020 «Нічний експрес»        | Київ — Попасна      | Південно-Західна залізниця | 10 липня 2020    |
| 887/888 «Слобожанський експрес» | Харків — Попасна    | Південна залізниця         | 18 грудня 2021   |
| Приміське сполучення            |                     |                            |                  |
| 6329/6332                       | Куп'янськ — Попасна | Донецька залізниця         |                  |
| 6440/6441 6442/6447             | Попасна — Сватове   | Донецька залізниця         |                  |
| 6501/6502 6503/6504             | Попасна — Сіверськ  | Донецька залізниця         |                  |